# Alexander Wiktorowitsch Lebedew
Alexander Wiktorowitsch Lebedew (russisch Александр Викторович Лебедев, wiss. Transliteration Aleksandr Viktorovič Lebedev; * 29. Mai 1987 in Moskau) ist ein ehemaliger russischer Eisschnellläufer.

## Werdegang
Lebedew wurde im Jahr 2006 russischer Juniorenmeister in der Teamverfolgung und bei den Juniorenweltmeisterschaften 2006 in Erfurt Neunter in der Teamverfolgung. Erstmals am Eisschnelllauf-Weltcup nahm er im November 2006 in Moskau teil, wobei er in der B-Gruppe den achten Platz über 1500 m errang. Bei der Sprintweltmeisterschaft 2008 in Heerenveen kam er auf den 28. Platz im Sprint-Mehrkampf. In der Saison 2008/09 erreichte er in Changchun mit dem 11. Platz über 1000 m seine beste Platzierung im Weltcup und lief bei den Einzelstreckenweltmeisterschaften 2009 in Richmond auf den 13. Platz über 1000 m. Bei den Olympischen Winterspielen 2010 in Vancouver belegte er den 38. Platz über 1000 m, den 36. Rang über 1500 m und den 32. Platz über 500 m. In der Saison 2011/12 wurde er russischer Meister über 1000 m und absolvierte in Sotschi seinen letzten Weltcup, wobei er aber disqualifiziert wurde.

## Erfolge

### Olympische Spiele
- 2010 Vancouver: 32. Platz 500 m, 36. Platz 1500 m, 38. Platz 1000 m

### Einzelstrecken-Weltmeisterschaften
- 2009 Richmond: 13. Platz 1000 m

### Sprint-Weltmeisterschaften
- 2008 Heerenveen: 28. Platz Sprint-Mehrkampf

## Persönliche Bestzeiten
| Disziplin | Zeit        | Datum              | Ort            |
| --------- | ----------- | ------------------ | -------------- |
| 500 m     | 35,21 s     | 4. Dezember 2009   | Calgary        |
| 1000 m    | 1:08,43 min | 13. Dezember 2009  | Salt Lake City |
| 1500 m    | 1:46,03 min | 9. November 2007   | Salt Lake City |
| 3000 m    | 3:58,50 min | 29. September 2012 | Calgary        |
| 5000 m    | 7:08,40 min | 8. Februar 2006    | Tscheljabinsk  |